# マングローブオオトカゲ
マングローブオオトカゲ（Varanus indicus）は、爬虫綱有鱗目オオトカゲ科オオトカゲ属に分類されるトカゲ。別名マングローブモニター。

## 分布
種小名indicusは「インドの」の意だが、インド共和国には分布していない。
アメリカ合衆国（グアム島に移入）、インドネシア（ニューギニア島、モルッカ諸島）、オーストラリア北東部、ソロモン諸島、パプアニューギニア（ニューギニア島、ビスマルク諸島）、パラオ、マーシャル諸島、ミクロネシア連邦

## 形態
全長120cmだが地域によっても異なり、飼育下では160cmを越える個体も確認されている。色は黒く、背面には白や黄色の斑点が点在する。
四肢は長く、指には鉤状になった爪がある。尾は縦に扁平で、水中では尾を使い泳ぐこともできる。
分布域が広くまたそれら全てが島嶼のため、体色や斑紋、全長、体形の地域変異が大きい。本種の地域個体群から独立種となった種も多い。また現在も本種の中には未だ記載されていない種や亜種を内包されていると考えられている。（島嶼における変異に関しては固有種メカニズムの欄参照）

## 生態
和名や英名の通りマングローブ林を始めとした水辺や海岸にある森林に生息する。水に入ることも好み泳ぎも上手い。
食性は動物食で、昆虫類、節足動物、甲殻類、貝類、魚類、爬虫類やその卵、小型鳥類やその卵、小型哺乳類等を食べる。
繁殖形態は卵生。

## 人間との関係
本種はペットとして飼育されることもあり、日本にも輸入されている。
性質は臆病で、飼育にあたっては高さのある大型のケージが必要になる。しかし飼育そのものは難しくないようで、中型オオトカゲの中では飼育入門種として紹介されることもある。地域変異が豊富なことから（おそらくまだ記載されていない種や亜種を含む）産地名がついて販売されたり、地域別に飼育されることもある。